# Abu Muhámmad Abd ul-Wáhid al-Majlú
Abu Muhámmad Abd ul-Wáhid al-Majlú o Abd ul-Wáhid I (en árabe أبو محمد عبد الواحد بن يوسف abū muḥammad ‘abd ul-wāḥid ibn yūsuf) fue un califa almohade durante menos de un año en 1224. Sucedió en el trono a su sobrino-nieto, el califa Abu Yaqub Yúsuf II al-Mustánsir. Abd ul-Wáhid I murió estrangulado. Su visir, al igual que el de su padre, y que el de su abuelo, fue Abû Sa‘îd ben Ŷâm‘i.

## Orígenes y primeros cargos
Era hijo del califa Abu Yaacub Yúsuf, segundo de la dinastía almohade y tío abuelo de su predecesor en el trono. Fue el primer califa almohade que no era hijo del anterior soberano, lo que desató las luchas por el poder en la familia.
El califa Muhámmad an-Násir lo nombró gobernador de Málaga en el 1201-1202. Cinco años más tarde, pasó a mandar la tribu Haskura y luego fue gobernador de Siyilmasa. El califa Abu Yaqub Yúsuf II le entregó en el 1221-1222 el gobierno de Sevilla.

## Califa
En el 1224 se hallaba en Marrakech, capital almohade, y gracias a esto y a la intervención de uno de los visires del gobierno, obtuvo el trono el 1 de enero. Lo derrocaron el 6 de septiembre de ese mismo año y tres días más tarde lo estrangularon. En su corto reinado le disputaron el poder su sobrino Abu Muhámmad al-Ádil, hijo de su hermano, el califa Abu Yúsuf Yaacub al-Mansur (1184-1199). En marzo su sobrino se rebeló en Murcia, de la que era gobernador; el rebelde se proclamó califa y obtuvo pronto el reconocimiento de casi todo Al-Ándalus, salvo de la zona valenciana. A al-Ádil le apoyaron en su insurrección algunos de sus hermanos, que gobernaban a la sazón Córdoba, Málaga y Granada.